# Väne-Åsaka
Pour les articles homonymes, voir Vane (homonymie) et Asaka (homonymie).
Väne-Åsaka est une localité de Suède située dans la commune de Trollhättan du comté de Västra Götaland. Elle couvre une superficie de 0,48 km2. En 2010, elle compte 292 habitants.